# Pino Donaggio
Giuseppe Donaggio, detto Pino (Burano, 24 novembre 1941), è un cantautore e compositore italiano.
Come cantautore, il suo brano più noto, Io che non vivo (senza te) ha venduto - nelle varie versioni e cover - oltre 80 milioni di copie in tutto il mondo. Come compositore di colonne sonore ha collaborato, tra gli altri, con registi come Brian De Palma (nel cui lungo sodalizio ha musicato ben sette film, tra i quali Omicidio a Luci Rosse, Vestito per uccidere e Carrie - Lo sguardo di Satana), Dario Argento, Tinto Brass e Pupi Avati.

## Biografia

### Gli esordi come cantautore (1959-1976)
Cresce in una famiglia di musicisti (il padre Italo aveva collaborato anche con Sergio Endrigo agli albori della sua carriera) e a dieci anni comincia a studiare il violino, prima al Conservatorio Benedetto Marcello di Venezia e poi al Giuseppe Verdi di Milano, dove collabora anche con il maestro Claudio Abbado, che lo vuole nell'orchestra "I Solisti di Milano". È presente fra i primi violini al primo concerto de "I Solisti Veneti" diretti da Claudio Scimone all'Olimpico di Vicenza nel 1959 e ha collaborato con "I Solisti" fino al debutto a Sanremo. Nella seconda metà degli anni cinquanta scrive brani per altri cantanti, ma nel 1959 scopre il rock and roll e incide i primi dischi. Debutta al Festival di Sanremo 1961 con Come sinfonia, un brano classicheggiante che rivela i suoi trascorsi di conservatorio, arrangiato e diretto da Angelo Giacomazzi e rieseguito da Teddy Reno. Come sinfonia ottiene un notevole successo discografico, arrivando primo in classifica per tre settimane ed è poi inciso anche da Mina; non mancano tuttavia nel suo primo repertorio motivi più semplici, come Pera matura e Il cane di stoffa.
Torna a Sanremo nel 1963 e ottiene il terzo posto con Giovane giovane, un twist eseguito in coppia con Cocky Mazzetti che arriva in prima posizione per due settimane. Questa canzone dà anche il nome al gruppo che lo accompagna dal vivo e su disco, appunto i Giovani Giovani, composti da Sandro Orlandini alla batteria, Armando De Cillis al basso, Alberto Bandel al pianoforte (poi sostituito da Gianni De Sabbata) e Nico Lo Muto alla chitarra. Ancora un pezzo intimista nel Festival di Sanremo 1964 (Motivo d'amore), per arrivare all'edizione successiva con quello che sarà il suo maggiore successo, Io che non vivo (senza te) che arriva prima in classifica per tre settimane.
La canzone viene presentata in seconda esecuzione da Jody Miller, ma un'altra cantante presente alla stessa edizione del Festival, Dusty Springfield, decide di farla sua e di inciderla una volta tornata a Londra. Nella sua versione in lingua inglese, intitolata You Don't Have to Say You Love Me, il brano fa il giro del mondo entrando nelle classifiche di vendita di moltissimi paesi. Numerosi artisti di fama internazionale, tra cui Elvis Presley, vorranno includerla nel loro repertorio, tanto che You Don't Have to Say You Love Me è divenuta con gli anni un classico di tutti i tempi. Dopo altre partecipazioni a Sanremo (Una casa in cima al mondo, Io per amore, Le solite cose), a "Un disco per l'estate" (Quando è sera nel 1964, Pensa solo a me nel 1965, Svegliati amore nel 1966, Un brivido di freddo nel 1967 e Il sole della notte nel 1968), al Festival delle Rose (Gianni) e a "Canzonissima", il suo successo commerciale come cantante comincia a declinare.
Scaduto il contratto con la Columbia, casa discografica con cui aveva esordito, firma con la Carosello che tenta il rilancio attraverso nuove partecipazioni a Sanremo (Che effetto mi fa, 1970, L'ultimo romantico, 1971, Ci sono giorni, 1972). Nel 1976 si avvicina alla canzone "impegnata", pubblicando per la Produttori Associati l'album Certe volte..., che vede all'armonica la collaborazione del giovane cantautore veronese Massimo Bubola, che firma anche il testo di Naturale, e alla batteria Tullio De Piscopo. Una canzone di questo disco, Mario, diventerà molto nota tre anni dopo nell'interpretazione di Enzo Jannacci.

### La seconda carriera come autore di colonne sonore (1973-presente)
Nel 1973 esordisce come musicista di colonne sonore con il thriller A Venezia... un dicembre rosso shocking (Don't Look Now) di Nicolas Roeg. Il film è un successo clamoroso e gli vale il premio della stampa inglese, conferito dalla prestigiosa rivista Films and Filming, per la migliore colonna sonora dell'anno. Il regista Marcello Aliprandi lo chiama per musicare Corruzione al palazzo di giustizia con Franco Nero e Un sussurro nel buio, un altro thriller in cornice veneziana. Proprio mentre sta musicando quest'ultimo, Donaggio viene contattato da Brian De Palma che, avendo apprezzato il suo lavoro con Roeg, gli chiede di realizzare una colonna sonora nello stile di Bernard Herrmann, appena scomparso; il risultato è eccezionale. Nonostante il film successivo di De Palma, Fury, venga musicato da John Williams, il regista statunitense richiama Donaggio per Home Movies, ammettendo che la sua musica è più funzionale al suo cinema.

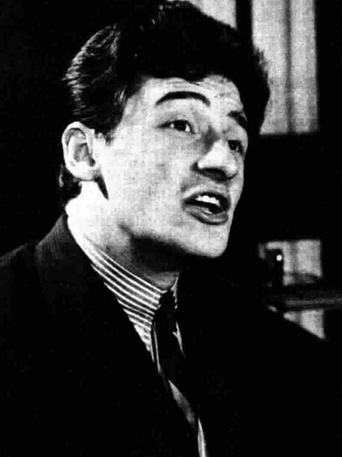
Pino Donaggio nel 1965

Comincia uno dei sodalizi più celebri nella storia del cinema, che confeziona capolavori del rapporto immagine-musica come Vestito per uccidere, Blow Out, Omicidio a luci rosse. Nel 1993, De Palma richiama Donaggio per Doppia personalità. Nel frattempo Donaggio, diventato richiestissimo, si specializza in colonne sonore per horror raffinati come Un'ombra nel buio con Lauren Bacall, Déjà vu, Trauma di Dario Argento, ma è anche uno dei compositori preferiti da giovani cineasti destinati a diventare famosi come Joe Dante (Piraña e L'ululato). Donaggio non disdegna nemmeno la commedia di Non ci resta che piangere della coppia Benigni - Troisi, 7 chili in 7 giorni con Verdone e Pozzetto, Il mio West con Pieraccioni e Bowie, drammi sociali come Il caso Moro e Giovanni Falcone entrambi di Giuseppe Ferrara e l'erotismo sofisticato di Liliana Cavani per Interno berlinese.
Proprio per la Cavani, Donaggio realizza una delle sue migliori colonne sonore, quella per il drammatico Dove siete? Io sono qui con Chiara Caselli. 
Con il maestro dell'erotismo Tinto Brass, Donaggio compone la colonna sonora di tre film: Così fan tutte (1992), Monella (1998) e Tra(sgre)dire (2000).
Nel 1995 viene chiamato da Claudio Fragasso per Palermo Milano solo andata con Giancarlo Giannini e Stefania Sandrelli con il quale vince il primo Globo d'oro come migliore colonna sonora. Inizia così un rapporto di simbiosi professionale e d'amicizia consolidato nel tempo che lo porterà a firmare tutte le colonne sonore dei film del regista Claudio Fragasso, fino all'ultimo del 2016, La grande rabbia. Nel 2008 ottiene una nomination ai David di Donatello per la miglior canzone, sempre con un film di Fragasso, Milano Palermo - Il ritorno, oltre a firmare anche le due miniserie per Mediaset Operazione Odissea (1999), Blindati (2000), e il film TV, per Mediaset La banda (2001).
Sempre molto attivo per la televisione, Donaggio è tornato all'horror statunitense con il brillante Il figlio di Chucky, in cui cita con ironia gli stilemi musicali resi celebri in Carrie e Horror Puppet. Tra i suoi lavori più recenti, quelli per i film di Sergio Rubini e soprattutto La terra e Colpo d'occhio. Negli ultimi anni c'è stata una grande collaborazione tra Pino Donaggio e Rai Fiction; Donaggio è quindi l'autore delle musiche di molte fiction italiane, tra cui quelle della serie Don Matteo. Nel 2013 compone la colonna sonora del film Patrick: Evil Awakens diretto da Mark Hartley, remake del film Patrick del 1978. L'11 febbraio 2015 è ospite durante la seconda serata del 65º Festival di Sanremo condotto da Carlo Conti ricevendo il Premio alla Carriera Festival di Sanremo. Nel febbraio 2018 viene scelto come presidente della giuria di esperti per il 68º Festival di Sanremo dal direttore artistico Claudio Baglioni. Da giugno 2018 è al lavoro come autore del nuovo album di Massimo Ranieri che uscirà nella primavera del 2019, con la produzione di Mauro Pagani.
Nel 2019 gli viene assegnato il Premio Tenco alla carriera.
Da tempo lontano dalle scene, nel novembre 2021 è ospite di Serena Bortone nel programma Oggi è un altro giorno, facendosi intervistare tra carriera e vita privata. Inoltre dopo tantissimi anni dall'ultima volta, torna a cantare Io che non vivo, grande celebre successo che lo fece arrivare all'apice della popolarità.

## Discografia

### Album
- gennaio 1962 - Pino Donaggio (Columbia, QPX 8021)
- febbraio 1964 - Motivo d'amore (Columbia, QPX 8053)
- aprile 1965 - Pino Donaggio (Columbia, Qpx 8079)
- marzo 1971 - L'ultimo romantico (Carosello, CLP 23007)
- 1972 - Immagini d'amore (Carosello, CLN 25012)
- 1973 - È difficile... ma non impossibile... vivere insieme (Carosello CLN 25050)
- Dicembre 1976 - Certe volte... (Produttori Associati PA/LP 74)
- 2016 –  Lettere

### Singoli
- 1959 – Ho paura/Mia Laura'' (Columbia scmq 1215)
- 1959 – Angelica/la notte verrà (Columbia scmq 1262)
- 1960 – Dormi fra la mie braccia/No, no, mai (Columbia scmq 1304)
- 1960 – Mi piace vivere così/Sulla verde terra (Columbia scmq 1370)
- 1960 – Sera d'inverno/Quello che tu pensi (Columbia scmq 1371)
- 1960 – Non ti posso lasciare/Ho paura (Columbia scmq 1434)
- 1961 – Come sinfonia/Il cane di stoffa (Columbia scmq 1441)
- 1961 – Tu sai/Villaggio sul fiume (Columbia scmq 1465)
- 1961 – Pera matura/Benvenuti a Venezia (Columbia scmq 1517)
- 1961 – Il mio sotterraneo/Oggi niente scuola (Columbia scmq 1527)
- 1962 – La ragazza col maglione/Cielo muto (Columbia scmq 1569)
- 1962 – La ragazza col maglione/La peliccia de vison (Columbia scmq 1577)
- 1962 – Scusa tanto/Saint Tropez (Columbia csmq 1581)
- 1962 – Vestito di sacco/Madison tra gli angeli (Columbia scmq 1617)
- 1962 – Archimede Pitagorico/Oggi niente scuola (Columbia scmq 1628)
- 1963 – Giovane giovane/Una casa d'argento (Columbia scmq 1645)
- 1963 – Il domani è nostro/Solo nel mondo (Columbia scmq 1664)
- 1963 – Un'isola per gli innamorati/Schiavo di te (Columbia scmq 1691)
- 1963 – La scaletta/Un'isola per gli innamorati (Columbia scmq 1708)
- 1964 – Motivo d'amore/In guerra con tutti (Columbia scmq 1744)
- 1964 – Non vado a quella festa/Quando è sera (Columbia scmq 1767)
- 1964 – Capirai/Un chiodo fisso (Columbia scmq 1780)
- 1965 – Io che non vivo (senza te)/Il mondo di notte (Columbia scmq 1819)
- 1965 – Sulla sabbia/Pensa solo a me (Columbia scmq 1836)
- 1965 – Sono nato con te/L'ultima telefonata (Columbia scmq 1840)
- 1965 – Un amore/Si chiama Maria (Columbia scmq 1877)
- 1966 – Una casa in cima al mondo/Non ne ho colpa (Columbia scmq 1902)
- 1966 – Io mi domando/Svegliati amore (Columbia scmq 1935)
- 1966 – Cieli di cartone/Quando il sole chiude gli occhi (Columbia scmq 7020)
- 1967 – Io per amore/Un angelo vivo (Columbia scmq 7038)
- 1967 – Un brivido di freddo/Calma ragazzo (Columbia scmq 7044)
- 1967 – Gianni/Ripensaci (Columbia scmq 7071)
- 1968 – Le solite cose/La domenica sera (Columbia scmq 7081)
- 1968 – Il sole della notte/Dove vai quando dormi (Columbia scmq 7091)
- 1968 – Non domandarti/Vent'anni questa sera (Columbia scmq 7110)
- 1969 – Una donna/Perdutamente (Columbia scmq 7137)
- 1969 – Un'ombra bianca/Era piena estate (Columbia 3c 006 17172-scmq 71)
- 1970 – Che effetto mi fa/Tu mi dici sempre dove vai (Carosello CI 20248)
- 1970 – Lei piangeva/Musica tra gli alberi (Carosello CI 20258)
- 1970 – Concerto per Venezia/Siamo andati oltre (Carosello CI 20266)
- 1971 – L'ultimo romantico/Grand'uomo (Carosello CI 20279)
- 1971 – Un'immagine d'amore/Pero anoche en la playa  (Carosello CI 20291)
- 1972 – Ci sono giorni/Come un girasole (Carosello CI 20313)
- 1972 – Perché questo un uomo non lo fa?/Un incontro casuale (Carosello CI 20323)
- 1973 – La voglia di vivere/Per amore(Carosello CI 20353)
- 1974 – Donna d'estate/Grande come una spanna (Carosello CI 20379)
- 1976 – L'equilibrista/Certe volte a Venezia (Produttori Associati PANP 3253)
- 1979 – Skin deep/Lady Fine

Raccolte
- 1970 – Come sinfonia
- 1988 – Pino Donaggio
- 1995 – Il Meglio Di Pino Donaggio
- 2004 – Made in Italy

## Colonne sonore
- A Venezia... un dicembre rosso shocking (Don't Look Now), regia di Nicolas Roeg (1973)
- Corruzione al palazzo di giustizia, regia di Marcello Aliprandi (1974)
- Carrie - Lo sguardo di Satana (Carrie), regia di Brian De Palma (1976)
- Un sussurro nel buio, regia di Marcello Aliprandi (1976)
- Nero veneziano, regia di Ugo Liberatore (1978)
- Piraña, regia di Joe Dante (1978)
- Horror Puppet, regia di David Schmoeller (1979)
- Senza buccia, regia di Marcello Aliprandi (1979)
- Augh! Augh!, regia di Marco Toniato (1980)
- Vestito per uccidere (Dressed to Kill), regia di Brian De Palma (1980)
- L'ululato, regia di Joe Dante (1981)
- Blow Out, regia di Brian De Palma (1981)
- Black Cat (Gatto nero), regia di Lucio Fulci (1981)
- Morte in Vaticano, regia di Marcello Aliprandi (1982)
- Oltre la porta, regia di Liliana Cavani (1982)
- Don Camillo, regia di Terence Hill (1983)
- Hercules, regia di Luigi Cozzi (1983)
- Non ci resta che piangere, regia di Massimo Troisi e Roberto Benigni (1984)
- Omicidio a luci rosse (Body Double), regia di Brian De Palma (1984)
- Interno berlinese, regia di Liliana Cavani (1985)
- Sotto il vestito niente, regia di Carlo Vanzina (1985)
- 7 chili in 7 giorni, regia di Luca Verdone (1986)
- Striscia ragazza striscia (Crawlspace), regia di David Schmoeller (1986)
- Il caso Moro, regia di Giuseppe Ferrara (1986)
- La monaca di Monza, regia di Luciano Odorisio (1987)
- Hotel Colonial, regia di Cinzia TH Torrini (1987)
- The Barbarians, regia di Ruggero Deodato (1987)
- Giselle (Dancers), regia di Herbert Ross (1987)
- Appuntamento con la morte (Appointment with Death), regia di Michael Winner (1988)
- Catacombs - La prigione del diavolo (Catacombs), regia di David Schmoeller (1988)
- Kansas, regia di David Stevens (1988)
- Qualcuno in ascolto, regia di Faliero Rosati (1988)
- Un delitto poco comune, regia di Ruggero Deodato (1988)
- Partita con la morte, regia di Peter Masterson (1989)
- Indio, regia di Antonio Margheriti (1989)
- Oceano, regia di Ruggero Deodato – miniserie TV (1989)
- Rito d'amore, regia di Aldo Lado (1989)
- Due occhi diabolici, regia di George A. Romero e Dario Argento (1990)
- I misteri della giungla nera, regia di Kevin Connor – miniserie TV (1991)
- La setta, regia di Michele Soavi (1991)
- Cin cin, regia di Gene Saks (1991)
- Scoop, regia di José María Sánchez – miniserie TV (1992)
- Così fan tutte, regia di Tinto Brass (1992)
- Doppia personalità (Raising Cain), regia di Brian De Palma (1992)
- Colpo di coda, regia di José María Sánchez – miniserie TV (1993)
- Dove siete? Io sono qui, regia di Liliana Cavani (1993)
- Trauma, regia di Dario Argento (1993)
- Botte di Natale, regia di Terence Hill (1994)
- La chance, regia di Aldo Lado (1994)
- Mai con uno sconosciuto (Never Talk to Strangers), regia di Peter Hall (1995)
- Palermo Milano solo andata, regia di Claudio Fragasso (1995)
- Un eroe borghese, regia di Michele Placido (1995)
- Il West del futuro (Oblivion 2: Blacklash), regia di Sam Irvin (1996)
- L'arcano incantatore, regia di Pupi Avati (1996)
- Squillo, regia di Carlo Vanzina (1996)
- Festival, regia di Pupi Avati (1996)
- Il carniere, regia di Maurizio Zaccaro (1997)
- Coppia omicida, regia di Claudio Fragasso (1997)
- Il mio West, regia di Giovanni Veronesi (1998)
- Monella, regia di Tinto Brass (1998)
- Un uomo perbene, regia di Maurizio Zaccaro (1999)
- Operazione Odissea, regia di Claudio Fragasso – miniserie TV (1999)
- Tra(sgre)dire, regia di Tinto Brass (2000)
- Blindati, regia di Claudio Fragasso – miniserie TV (2000)
- Don Matteo – serie TV (2000)
- La banda, regia di Claudio Fragasso – film TV (2001)
- Il maresciallo Rocca – serie TV (2001)
- Commesse 2 – serie TV (2002)
- L'anima gemella, regia di Sergio Rubini (2002)
- Il figlio di Chucky (Seed of Chucky), regia di Don Mancini (2004)
- Concorso di colpa, regia di Claudio Fragasso (2005)
- Guido che sfidò le Brigate Rosse, regia di Giuseppe Ferrara (2005)
- Il grande Torino, regia di Claudio Bonivento – miniserie TV (2005)
- Ti piace Hitchcock?, regia di Dario Argento (2005)
- Antonio guerriero di Dio, regia di Antonello Belluco (2006)
- Joe Petrosino, regia di Alfredo Peyretti – miniserie TV (2006)
- La terra, regia di Sergio Rubini (2006)
- Milano Palermo - Il ritorno, regia di Claudio Fragasso (2007)
- Colpo d'occhio, regia di Sergio Rubini (2008)
- Provaci ancora prof! – serie TV (2008)
- Raccontami – serie TV (2008)
- Ho sposato uno sbirro, regia di Giorgio Capitani (2009)
- Sissi, regia di Xaver Schwarzenberger – miniserie TV (2009)
- Le ultime 56 ore, regia di Claudio Fragasso (2010)
- La donna che ritorna, regia di Gianni Lepre (2011)
- Un passo dal cielo – serie TV (2011-2012)
- Passion, regia di Brian De Palma (2012)
- Patrick: Evil Awakens, regia di Mark Hartley (2013)
- La grande rabbia, regia di Claudio Fragasso (2016)
- Il sistema, regia di Carmine Elia – miniserie TV (2016)
- Dove non ho mai abitato, regia di Paolo Franchi (2017)
- Il mio nome è Thomas, regia di Terence Hill (2018)
- Mare di grano, regia di Fabrizio Guarducci (2018)
- Domino, regia di Brian De Palma (2019)
- Il grande passo, regia di Antonio Padovan (2019)
- Una sconosciuta, regia di Fabrizio Guarducci (2021)
- Improvvisamente Natale, regia di Francesco Patierno (2022)
- Anemos, regia di Fabrizio Guarducci (2023)
- Improvvisamente a Natale mi sposo, regia di Francesco Patierno (2023)

## Riconoscimenti
- Torino Film Festival
  - 2017 – Gran Premio Torino

- Premio Internazionale Cicognini
  - 2022 – Premiato[8].